# Шустров, Борис Николаевич
Борис Николаевич Шустров (5 августа 1937, Великий Устюг, Северная область — 18 марта 2018, Москва) — русский советский писатель и сценарист.

## Биография
Родился 5 августа 1937 года в городе Великий Устюг. Окончив школу уехал по комсомольской путёвке на строительство города Норильска. Отслужив в армии работал геологом в калмыцких степях, рыбаком на Каспии, рабочим на Ворошиловградском тепловозостроительном заводе.
В 1967 году окончил сценарный факультет ВГИКа (мастерская Е. И. Габриловича).
Работал на Центральном телевидении, автор сценариев к ряду фильмов, член Союза кинематографистов СССР.
Кроме сценариев к художественным фильмам, писал прозу. Член Союза писателей СССР с 1979 года.
Умер 18 марта 2018 года в Москве, похоронен на Перловском кладбище.

## Награды
- Государственная премия Молдавской ССР (1982) — за сценарий фильма «Большая-малая война»
- Лауреат Всесоюзного литературного конкурса им. Н. Островского (1974)

## Творчество
Печататься начал в армейской газете «На страже Родины».
Повести и рассказы публиковались в журналах «Молодая гвардия», «Наш современник», «Москва», «Подъем», «Сельская молодежь», «Юность» и других.
Отдельными изданиями вышли повесть «Красно солнышко» (1978), сборники повестей и рассказов «Красные острова» (1972) и «Белые кони» (1984):
- Красные острова: Повести и рассказы. — М.: Молодая гвардия, 1972. — 318 с.
- Красно солнышко: Повесть (Для сред. возраста) / Рис. В. Штаркина. — Москва: Детская литература, 1978. — 96 с.
- Белые кони: Повести и рассказы / Худ. Н. Стасевич. — М.: Современник, 1984. — 318 с.

## Киносценарии
- 1966 — Анетта (короткометражный)
- 1971 — Возвращение «Святого Луки»
- 1971 — Светлая речка Вздвиженка
- 1972 — Красно солнышко
- 1973 — Родной дом
- 1976 — Легко быть добрым
- 1978 — А у нас была тишина
- 1980 — Большая-малая война
- 1981 — Вот такая музыка
- 1983 — Василий Буслаев
- 1991 — Житие Александра Невского
- 1992 — Плащаница Александра Невского